# David Jackson
David Wayne Jackson Jr. (Maryland, 12 de Agosto de 1982) é um basquetebolista estadunidense, que atualmente joga pelo Sesi Franca Basquete.
Participou da Liga das Américas em duas oportunidades. David Jackson com Winner Limeira foi o 1º jogador na história a fechar uma edição do NBB com média de pelo menos 20 pontos por jogo e aproveitamento superior a 50% nas bolas de dois, 40% nos triplos e 90% nos lances livres.

## Estatísticas

### Temporada regular da NBB
| Ano      | Equipe   | PJ | MPJ  | FG%  | 3P%  | LL%  | RT  | AS  | BR  | TO | PPJ  |
| -------- | -------- | -- | ---- | ---- | ---- | ---- | --- | --- | --- | -- | ---- |
| 2011-12  | Flamengo | 28 | 30.7 | .606 | .478 | .917 | 2.3 | 2.1 | 1.1 | .1 | 15.9 |
| 2013-14  | Limeira  | 32 | 32.0 | .590 | .483 | .923 | 4.0 | 2.5 | 1.3 | .2 | 20.1 |
| 2014-15  | Limeira  | 27 | 31.8 | .561 | .398 | .950 | 3.6 | 3.3 | 1.2 | .1 | 17.1 |
| Carreira | Carreira | 87 | 31.5 | .585 | .454 | .931 | 3.3 | 2.6 | 1.2 | .1 | 17.8 |
| All-Star | All-Star | 3  | -    | -    | -    | -    | -   | -   | -   | -  | -    |

### Playoffs da NBB
| Ano      | Equipe   | PJ | MPJ  | FG%  | 3P%  | LL%  | RT  | AS  | BR  | TO | PPJ  |
| -------- | -------- | -- | ---- | ---- | ---- | ---- | --- | --- | --- | -- | ---- |
| 2012     | Flamengo | 10 | 36.4 | .644 | .571 | .941 | 3.7 | 3.0 | 1.1 | .1 | 17.2 |
| 2014     | Limeira  | 5  | 33.6 | .656 | .524 | .953 | 3.8 | 1.4 | .4  | .2 | 23.6 |
| 2015     | Limeira  | 7  | 33.6 | .545 | .474 | .938 | 4.4 | 3.1 | 1.6 | .0 | 14.7 |
| Carreira | Carreira | 22 | 34.6 | .618 | .529 | .944 | 4.0 | 2.5 | 1.0 | .1 | 17.9 |

## Conquistas
- Liga Sul-Americana de Basquete Most Valuable Player (2018)
- NBB Most Valuable Player (2014)
- Seleção do NBB (2014)
- 2x NBB Melhor Jogador Estrangeiro (2014–2015)
- MVP da fase regular 2008-09 do campeonato argentino[4]
- Melhor jogador estrangeiro do campeonato argentino 2008-09[4]
- Melhor Ala-armador do campeonato argentino 2009-10
- Copa Intercontinental: 2023 MVP[5]